# Run-Run
Run-Run (るんるん) est un magazine de prépublication de mangas de type shōjo, publiée par la société Kōdansha. Il s'agit d'un magazine sœur du Nakayoshi.
Le contenu s'adresse à un public féminin plus jeune que celui du Nakayoshi. À l'origine trimestriel, il est devenu un magazine bimestriel (tous les deux mois) à partir du numéro de mai 1993.
Bien qu'il s'agisse d'un magazine sœur, il s'agissait à l'origine d'un numéro spécial du Nakayoshi, le « Nakayoshi Extra Issue Runrun ».
La plupart des œuvres publiées étaient des œuvres originales, mais aussi des éditions supplémentaires d'œuvres sérialisées dans le Nakayoshi. De plus, certaines nouvelles et gags étaient les mêmes dans les deux magazines.
Une partie des séries publiées dans le magazine est issue des magazines spéciaux du Nakayoshi publiés à diverses occasions, comme pendant les vacances d'été ou d'hiver.
Du premier numéro en 1993 jusqu'au numéro de juillet 1996, des volumes (« furoku ») du manga Candy Candy étaient distribués en supplément du magazine. Il s'agit de livrets au format B6.
La publication a été interrompue avec le numéro de janvier 1998 sortie 18 décembre 1997.

## Listes des séries
| Titre                                                                 | Auteur              | Années de publication             |
| --------------------------------------------------------------------- | ------------------- | --------------------------------- |
| Another Door - i sekai e no tobira (アナザードア－異世界への扉－)     | Subaru Ueno         | - août 1996                       |
| Aozora Dogeball (青空ドッジボール)                                    | Motohara Kuramamaru | - décembre 1992                   |
| Ayu to bun (あゆとブン)                                               | Natsuki Tateoka     | octobre 1995 - décembre 1996      |
| Bear no yuga na kyūjitsu (ベアたちのゆーがな休日)                     | Shizue Takanashi    | décembre 1996 - juin 1997         |
| Cinderella Road (シンデレラ・ロード)                                  | Yoko Izawa          | - 18 décembre 1997                |
| Chim Chim Cheri! (チム・チム・チェリー！)                             | Ayumi Yui           | 10 août 1992, - 18 décembre 1997  |
| China China (ちゃいなちゃいな)                                        | Sakana Yukaribe     | aout 1995 -                       |
| Chocolate Magic (チョコレートマジック)                                | Yu Kanzaki          | février 1994 -                    |
| Codename Sailor V (コードネームはセーラーV)                           | Naoko Takeuchi      | août 1991 – juillet 1997          |
| Erisu makenai mon ~tsu! (エリスまけないもんっ!)                       | Hiromine Takashi    | avril 1996 - février 1997         |
| Fight! (ファイト!)                                                    | Ryo Arisawa         | juin 1997 - 18 décembre 1997      |
| Flower Garden (フラワーガーデン)                                      | Manao Ohtsubo       | décembre 1995 - juin 1996         |
| Fortune Saga (フォーチューン・サーガ)                                 | Akiko Nomura        | juin 1994 - décembre 1994         |
| Fushigi Sewing-ito-chan to harī (ふしぎＳｅｗｉｎｇ 糸ちゃんとハリー) | Miho Koto           | mars 1995 -                       |
| Gakkō Kaidan (学校怪談)                                               | Subaru Ueno         | juin 1993 - 18 décembre 1997      |
| Gakuen tantei hatsuru (学園探偵 羽鶴)                                 | Suzuha Kuratani     | avril 1995 -                      |
| Hanamaru ninpō-chō (花丸忍法帳)                                       | Natsu Ando          | 18 août 1997 - 18 décembre 1997   |
| Innocent Smile (イノセントスマイル)                                   | Ema Nagasuda        | décembre 1996 - 18 décembre 1997  |
| Ito-chan hari (糸ちゃんとハリー)                                      | Miho Koto           | février 1995 - octobre 1995       |
| It's super gag girl Naoko! (スーパーギャグガールナオコだよ!)          | Iwana Ayukawa       | octobre 1995 -                    |
| Jōzu-na yume no Kanae-kata (上手な夢のかなえかた)                     | Ryo Arisawa         | avril 1995 - octobre 1995         |
| Kawaī Kokkusan (かわいいコックさん)                                   | Motohara Kuramamaru | juin 1993 - aout 1993             |
| Kamisama no Shippe (神様のしっぺ)                                     | Tateoka Natsuki     | aout 1994 - juin 1996             |
| Kenzan! O Edo hankanzashi (見参! お江戸花かんざし)                    | Hide Yoko           | octobre 1995 -                    |
| Kimitachi ga ite boku ga iru (君たちがいて僕がいる)                   | Iwana Ayukawa       | octobre 1993 -                    |
| Lily & Earl no Fushigi-na O-Mise (リリィ&アールのふしぎなお店)        | Takase Aya          | 1991, - 18 décembre 1997          |
| Maegami 5senchi (前髪5センチ)                                         | Izumi Miheki        | 18 août 1997 -                    |
| Mahō gakuen mahomaho (魔法学園マホマホ)                               | Yayoi Nakano        | juillet 1996 - 18 décembre 1997   |
| Mahōnomizu o bukkakero (魔法の水をぶっかけろ)                         | Takeda Umi          | 18 décembre 1997 -                |
| Ma ki no gakkyū nisshi (魔奇の学級日誌)                               | Subaru Ueno         | 1993, - février 1994              |
| Mermaid Dream (マーメイ▽ドリーム)                                     | Koto Miho           | juin 1993 - août 1994             |
| Merorin ni Onegai (メロリンにおねがい)                                | Yayoi Nakano        | décembre 1992 - avril 1994        |
| Mitsu Ami Shijūsō (みつあみ四重奏)                                    | Michiru Kataoka     | aout 1995 -                       |
| Miwa no unmei (美和の運命)                                            | Akiko Sakurai       | février 1995 - avril 1995         |
| Momo ni kiss! (桃にキッス!)                                           | Mika Kawamura       | juin 1993 - juin 1994             |
| Monkey Special '95 (モンキースペシャル'95)                            | Ayukawa Iwana       | février 1995 -                    |
| Mugen Patroller YUZU (夢幻パトローラーYUZU)                           | Keiko Okamoto       | octobre 1993 - 18 décembre 1997   |
| No.1                                                                  | Ishizuka Saori      | aout 1995 -                       |
| O Dameshi! Princess (おでまし!プリンセス)                             | Fuka Ashizawa       | 18 août 1997 - 18 décembre 1997   |
| Ohayō Marine Park (おはようマリンパーク)                              | Takashi Hiromine    | - août 1994                       |
| Oishī koi no recipe (おいしい恋のレシピ)                              | Maho Kazuya         | aout 1995 - octobre 1996          |
| Onegai ☆ Jemusutōn (おねがい☆ジェムストーン)                          | Kazumi Momoki       | - 18 août 1997                    |
| Saikikku Girl (サイキックガール)                                      | Akiko Sakurai       | aout 1996 - 18 août 1997          |
| Sailor Moon Gaiden (美少女戦士セーラームーン 外伝)                    | Naoko Takeuchi      | avril 1995 -                      |
| Sekihoku Journal (セキホクジャーナル)                                 | Rie Kosaka          | 1993 - août 1996                  |
| Shinkū kaidan (真空怪談)                                              | Subaru Ueno         | octobre 1996 -                    |
| Sora yori mo Takaku (空よりもたかく)                                  | Akiko Nomura        | juin 1993 - décembre 1993         |
| Sorenari ni kyūketsuki (それなりに吸血鬼)                             | Yuniwa Kizashi      | - 18 octobre 1997                 |
| Tametemisemashō (貯めてみせまショウ!)                                 | Natsu Ando          | octobre 1996 - avril 1997         |
| Tensai kotoba-chan (天才ことばちゃん)                                 | Akiko Sakurai       | aout 1995 -                       |
| Tenshi no tamago (天使のたまご)                                       | Aiko Otsubo         | février 1997 - 18 août 1997       |
| That's Santa! (あいつがサンタ！)                                      | Hiromu Iwasaki      | juillet 1994 -                    |
| Time Princess (タイムプリンセス)                                      | Hide Yoko           | - aout 1993                       |
| Tonde Mise ma SHOW! (飛んでみせまSHOW!)                               | Mitsugu Ikeda       | 20 août 1991, - octobre 1993      |
| Tonari no uchūbito (となりの宇宙人)                                   | Hiromu Iwasaki      | février 1996 -                    |
| Totsuzen Parallel! (とつぜん・パラレル)                               | Yayoi Nakano        | octobre 1994 -                    |
| Yaneuraheya e Yōkoso (屋根裏部屋へようこそ)                           | Hide Yoko           | - juin 1995                       |
| Yume Kuian'nainin (夢食案内人)                                        | Megumi Tachikawa    | décembre 1992 -                   |
| Wakuwaku gēmu ōkoku (わくわくゲーム王国)                              | Shizue Takanashi    | décembre 1995 - juin 1996         |
| Wankorobee (わんころべえ)                                             | Yuriko Abe          | 1975 - En cours dans le Nakayoshi |
| Watashi ga yaraneba (わたしがやらねば)                                | Rie Kosaka          | 1992 - aout 1993                  |